# Kališe, Kamnik
Kališe este o localitate din comuna Kamnik, Slovenia, cu o populație de 52 de locuitori.